# Structure départementale des votes à l'élection présidentielle française de 1995
 (décembre 2018).
Si vous disposez d'ouvrages ou d'articles de référence ou si vous connaissez des sites web de qualité traitant du thème abordé ici, merci de compléter l'article en donnant les références utiles à sa vérifiabilité et en les liant à la section « Notes et références ».
Les 10 départements métropolitains ayant le plus voté Jacques Chirac au 2d tour de la présidentielle de 1995 :
| numéro | département     | pourcentage |
| ------ | --------------- | ----------- |
| 06     | Alpes-Maritimes | 65,48 %     |
| 15     | Cantal          | 62,94 %     |
| 2A     | Corse-du-Sud    | 62,13 %     |
| 74     | Haute-Savoie    | 61,96 %     |
| 83     | Var             | 61,59 %     |
| 48     | Lozère          | 61,45 %     |
| 19     | Corrèze         | 61,37 %     |
| 78     | Yvelines        | 60,64 %     |
| 85     | Vendée          | 60,50 %     |
| 75     | Paris           | 60,13 %     |

Les 10 départements métropolitains ayant le plus voté Lionel Jospin au 2d tour de la présidentielle de 1995 :
| numéro | département    | pourcentage |
| ------ | -------------- | ----------- |
| 09     | Ariège         | 59,83 %     |
| 62     | Pas-de-Calais  | 57,28 %     |
| 58     | Nièvre         | 57,07 %     |
| 11     | Aude           | 55,66 %     |
| 02     | Aisne          | 54,55 %     |
| 31     | Haute-Garonne  | 54,47 %     |
| 22     | Côtes-d'Armor  | 54,08 %     |
| 59     | Nord           | 53,71 %     |
| 08     | Ardennes       | 53,29 %     |
| 76     | Seine-Maritime | 53,23 %     |

- Les sept départements métropolitains dont le vote est le plus proche de la moyenne nationale au 2d tour de la présidentielle de 1995.

| N° | département  | %tage Chirac | %tage écart |
| -- | ------------ | ------------ | ----------- |
| 26 | Drôme        | 52,82 %      | +0,13       |
| 79 | Deux-Sèvres  | 52,49 %      | -0,20 %     |
| 27 | Eure         | 52,97 %      | +0,28 %     |
| 25 | Doubs        | 52,41 %      | -0,28 %     |
| 94 | Val-de-Marne | 52,99 %      | +0,30 %     |
| 55 | Meuse        | 52,29 %      | -0,40 %     |
| 39 | Jura         | 52,29 %      | -0,40 %     |

## Évolution des structures départementales des votes entre les seconds tours des présidentielles 1974 et 1995
Les dix départements métropolitains ayant le plus évolué vers la droite entre 1974 et 1995
On y retrouve la Corrèze (département de Jacques Chirac) certains départements continentaux qui bordent la Méditerranée et certains départements d'Île-de-France où le vote communiste est en baisse.
| numéro | département         | % Giscard d'Estaing 1974 | % Chirac 1995 | écart   |
| ------ | ------------------- | ------------------------ | ------------- | ------- |
| 19     | Corrèze             | 44,43 %                  | 61,37 %       | 16,94 % |
| 83     | Var                 | 49,42 %                  | 61,59 %       | 12,17 % |
| 06     | Alpes-Maritimes     | 53,65 %                  | 65,48 %       | 11,83 % |
| 13     | Bouches-du-Rhône    | 43,64 %                  | 54,46 %       | 10,82 % |
| 84     | Vaucluse            | 45,93 %                  | 55,85 %       | 9,92 %  |
| 93     | Seine-Saint-Denis   | 38,41 %                  | 48,16 %       | 9,75 %  |
| 23     | Creuse              | 44,03 %                  | 53,64 %       | 9,61 %  |
| 66     | Pyrénées-Orientales | 43,35 %                  | 51,77 %       | 8,42 %  |
| 87     | Haute-Vienne        | 40,00 %                  | 48,13 %       | 8,13 %  |
| 94     | Val-de-Marne        | 44,94 %                  | 52,99 %       | 8,05 %  |

Les dix départements métropolitains ayant le plus évolué vers la gauche entre 1974 et 1995
Ils sont tous situés dans le Grand ouest ou en Alsace. Cette évolution peut s'expliquer par une régression de la pratique religieuse : auparavant les catholiques pratiquants répugnaient à voter à gauche. IFOP Éléments d’analyse géographique de l’implantation des religions en France
| N° | département      | % Mitterrand 1974 | % Jospin 1995 | écart   |
| -- | ---------------- | ----------------- | ------------- | ------- |
| 35 | Ille-et-Vilaine  | 38,22 %           | 48,81 %       | 10,59 % |
| 56 | Morbihan         | 37,83 %           | 46,55 %       | 8,72 %  |
| 68 | Haut-Rhin        | 34,23 %           | 42,74 %       | 8,51 %  |
| 67 | Bas-Rhin         | 32,97 %           | 41,03 %       | 8,06 %  |
| 53 | Mayenne          | 33,02 %           | 40,51 %       | 7,49 %  |
| 29 | Finistère        | 41,60 %           | 48,84 %       | 7,24 %  |
| 44 | Loire-Atlantique | 43,03 %           | 49,67 %       | 6,64 %  |
| 50 | Manche           | 34,58 %           | 41,13 %       | 6,55 %  |
| 85 | Vendée           | 33,06 %           | 39,59 %       | 6,53 %  |
| 49 | Maine-et-Loire   | 36,76 %           | 43,01 %       | 6,25 %  |